# Acanthophacelus
Acanthophacelus is een ondergeslacht uit het geslacht Poecilia van de familie der Poeciliidae.

## Soorten
- Poecilia reticulata (Guppy)
- Poecilia wingei (Endler's guppy)
- Poecilia obscura (Noord-Oost Trinidadiaanse 'Oropuche' guppy)
- Poecilia kempkesi (Suriname guppy)